# Around the World in 80 Days (phim 1956)
Around the World in 80 Days (đôi khi được đánh vần là Around the World in Eighty Days, dịch nghĩa: 80 ngày vòng quanh thế giới) là bộ phim hài - phiêu lưu sử thi của Mỹ năm 1956 với sự tham gia của David Niven và Cantinflas, do Công ty Michael Todd sản xuất và United Artists phát hành.
Bộ phim sử thi này do Michael Anderson đạo diễn và Mike Todd sản xuất, với Kevin McClory và William Cameron Menzies là nhà sản xuất liên kết. Kịch bản, dựa trên tiểu thuyết kinh điển cùng tên năm 1873 của Jules Verne, được viết bởi James Poe, John Farrow và S. J. Perelman. Phần nhạc do Victor Young sáng tác, và phần quay phim Todd-AO 70 mm (quay ở Technicolor) là của Lionel Lindon. Chuỗi tiêu đề phim làm theo dạng hoạt hình dài sáu phút của bộ phim, được hiển thị ở cuối phim, được tạo ra bởi nhà thiết kế từng đoạt giải thưởng Saul Bass.
Phim đã giành được 5 giải Oscar, trong đó có giải Phim hay nhất.